# Pokrzywnica (powiat wągrowiecki)
Pokrzywnica – wieś w Polsce położona w województwie wielkopolskim, w powiecie wągrowieckim, w gminie Wągrowiec.
W latach 1975–1998 miejscowość administracyjnie należała do województwa pilskiego.
Przed 2023 r. miejscowość była częścią wsi Wiatrowiec.
Przez Pokrzywnicę biegnie droga wojewódzka  Rogoźno- Pokrzywnica – Wągrowiec-Nakło nad Notecią-Więcbork-Sępólno Krajeńskie-Tuchola.